# Morti il 3 novembre
| Questa pagina contiene informazioni ricavate automaticamente dalle voci biografiche con l'ausilio del template Bio e di un bot. L'aggiornamento è periodico e automatico e ricostruisce completamente la pagina. Se manca una persona in questa lista, sei pregato di non aggiungerla, ma accertati piuttosto che la sua voce biografica contenga il template Bio e che i dati anagrafici siano correttamente compilati. Se il template Bio manca, inseriscilo tu stesso o, in alternativa, metti l'avviso {{tmp\|Bio}} che ne segnala la mancanza. Se i dati riportati sono sbagliati, correggi direttamente la voce biografica; le modifiche saranno visibili in questa lista entro pochi giorni. Per chiarimenti vedi il progetto biografie. La lista contiene solo le 478 persone che sono citate nell'enciclopedia e per le quali è stato implementato correttamente il template Bio. Pagina aggiornata al 5 ago 2025. |

## I secolo a.C.(1)
- 82 a.C. - Marco Lamponio, generale sannita

## IV secolo(1)
- 361 - Costanzo II, imperatore romano (n. 317)

## VIII secolo(1)
- 753 - Pirmino di Murbach, monaco cristiano, missionario e santo spagnolo

## XI secolo(2)
- 1017 - Burcardo I di Goseck, nobile tedesco
- 1022 - Brunengo, vescovo cattolico italiano

## XII secolo(1)
- 1130 - Berardo dei Marsi, cardinale e vescovo italiano (n. 1079)

## XIII secolo(7)
- 1207 - Arduico II di Brema, arcivescovo cattolico tedesco
- 1211 - Alpaide, beata francese
- 1219 - Saer de Quincy, nobile britannico (n. 1155)
- 1220 - Urraca di Castiglia, principessa (n. 1186)
- 1231 - Guglielmo d'Auxerre, teologo e filosofo francese
- 1231 - Ladislao III Laskonogi, nobile
- 1254 - Giovanni III Vatatze, imperatore bizantino (n. 1192)

## XIV secolo(6)
- 1303 - Elisabetta di Sicilia, religiosa e nobile italiana (n. 1261)
- 1319 - Simone Balacchi, religioso italiano
- 1321 - Guillaume de Mandagout, cardinale francese
- 1324 - Petronilla de Meath, irlandese
- 1361 - Aldobrandino III d'Este, nobile italiano (n. 1335)
- 1373 - Giovanna di Valois, principessa francese (n. 1343)

## XV secolo(6)
- 1428 - Thomas Montacute, IV conte di Salisbury, militare britannico (n. 1388)
- 1451 - Cecilia Gonzaga, nobildonna e religiosa (n. 1426)
- 1456 - Edmondo Tudor, nobile britannico (n. 1430)
- 1457 - Ludovico II di Württemberg-Urach, conte tedesco (n. 1439)
- 1459 - Giovanni da Norcia, francescano italiano (n. 1400)
- 1475 - Bartolomeo Colleoni, condottiero italiano (n. 1395)

## XVI secolo(14)
- 1515 - Diebold Schilling il Giovane, storico svizzero
- 1536 - Sigismondo Pappacoda, cardinale e vescovo cattolico italiano (n. 1456)
- 1560 - Francesco Aleandro, arcivescovo cattolico italiano
- 1569 - Grazia Nasi, portoghese (n. 1510)
- 1577 - Innocenzo Ciocchi del Monte, cardinale italiano (n. 1532)
- 1580 - Jerónimo Zurita y Castro, storico spagnolo (n. 1512)
- 1580 - Şah Sultan, principessa ottomana (n. 1543)
- 1582 - Matteo Barbabianca, vescovo cattolico italiano (n. 1532)
- 1584 - Carlo Borromeo, cardinale e arcivescovo cattolico italiano (n. 1538)
- 1586 - Roberto d'Altemps, I duca di Gallese, nobile italiano (n. 1566)
- 1589 - Laura Battiferri, poetessa italiana (n. 1523)
- 1592 - John Perrot, nobile britannico (n. 1528)
- 1599 - Andrea Báthory, cardinale rumeno
- 1600 - Richard Hooker, teologo e presbitero inglese (n. 1554)

## XVII secolo(15)
- 1616 - Agnese Edvige di Anhalt, principessa (n. 1573)
- 1625 - Adam Gumpelzhaimer, compositore e teorico della musica tedesco (n. 1559)
- 1627 - Giambattista Leni, cardinale e vescovo cattolico italiano (n. 1573)
- 1633 - Lucio Massari, pittore italiano (n. 1569)
- 1639 - Martino de Porres, religioso peruviano (n. 1579)
- 1643 - Paolo Guldino, matematico e astronomo svizzero (n. 1577)
- 1645 - Giusto Guérin, vescovo cattolico francese (n. 1578)
- 1647 - Youssef Halib, arcivescovo cattolico libanese
- 1660 - Giulio Cesare Barbera, arcivescovo cattolico italiano (n. 1593)
- 1663 - Carlo Giuliani, vescovo cattolico italiano
- 1666 - Ascanio Filomarino, cardinale italiano (n. 1583)
- 1666 - Henri-Auguste de Loménie, politico e nobile francese (n. 1595)
- 1669 - Charles Drelincourt, pastore protestante e teologo francese (n. 1595)
- 1689 - Fëdor Evtichievič Zubov, pittore, incisore e miniaturista russo (n. 1615)
- 1700 - Danese Casati, nobile, politico e diplomatico italiano (n. 1628)

## XVIII secolo(24)
- 1702 - Christian Friedrich von Kahlbutz, tedesco (n. 1651)
- 1707 - Antonio Fausto Naironi, scrittore, presbitero e orientalista libanese (n. 1635)
- 1708 - Enrichetta Caterina d'Orange, principessa (n. 1637)
- 1711 - Vitale Giordano, matematico italiano (n. 1633)
- 1718 - Carlo Guglielmo di Anhalt-Zerbst, principe (n. 1652)
- 1723 - Domenico Bernini, storico e biografo italiano (n. 1657)
- 1736 - José Patiño Rosales, politico e diplomatico spagnolo (n. 1666)
- 1737 - Adolfo di Dalberg, abate tedesco (n. 1678)
- 1737 - Antonio Maria Lupi, presbitero, epigrafista e antiquario italiano (n. 1695)
- 1738 - Gualtiero Francesco Saverio di Dietrichstein, nobile boemo (n. 1664)
- 1746 - Maur Dantine, religioso belga (n. 1688)
- 1757 - George Munro, militare britannico (n. 1700)
- 1766 - Thomas Abbt, matematico e filosofo tedesco (n. 1738)
- 1775 - Juan José Pérez Hernández, esploratore spagnolo
- 1778 - Anton Maria Zanetti, bibliotecario e critico d'arte italiano (n. 1706)
- 1781 - Jakob Emanuel Handmann, pittore svizzero (n. 1718)
- 1783 - Charles Collé, commediografo francese (n. 1709)
- 1784 - Matías de Gálvez y Gallardo, generale spagnolo
- 1784 - Nicolas Guibal, pittore francese (n. 1725)
- 1787 - Robert Lowth, vescovo anglicano e scrittore inglese (n. 1710)
- 1788 - Procopio I di Gerusalemme, arcivescovo ortodosso greco
- 1793 - Olympe de Gouges, drammaturga e attivista francese (n. 1748)
- 1794 - François-Joachim de Pierre de Bernis, cardinale, arcivescovo cattolico e politico francese (n. 1715)
- 1796 - Domenico Caminer, scrittore, giornalista e editore italiano (n. 1731)

## XIX secolo(59)
- 1803 - Maha Sura Singhanat, generale siamese (n. 1744)
- 1806 - José Clavijo y Fajardo, giornalista spagnolo (n. 1730)
- 1808 - Giacomo Boselli, ceramista italiano (n. 1744)
- 1812 - Ferdinand Kinsky von Wchinitz und Tettau, principe (n. 1781)
- 1813 - Michele Araldi, medico e matematico italiano (n. 1740)
- 1814 - Hamengkubuwono III, sovrano indonesiano (n. 1769)
- 1816 - Ferdinando Maria Saluzzo, cardinale e arcivescovo cattolico italiano (n. 1744)
- 1818 - Antonio Granata, pittore italiano (n. 1766)
- 1826 - Maurizio Ignazio Fresia, generale e nobile italiano (n. 1746)
- 1827 - Robert Abercromby, generale inglese (n. 1740)
- 1828 - Jean Joseph Dessolles, generale e politico francese (n. 1767)
- 1830 - Simone Pomardi, pittore, disegnatore e viaggiatore italiano (n. 1757)
- 1832 - John Leslie, matematico e fisico scozzese (n. 1766)
- 1832 - Nicolao Sottile, presbitero e scrittore italiano (n. 1751)
- 1833 - Jean-Baptiste Jourdan, generale francese (n. 1762)
- 1834 - Carlo Lauberg, politico, rivoluzionario e scienziato italiano (n. 1762)
- 1835 - Giacomo Guardi, pittore italiano (n. 1764)
- 1835 - Gleb Semënovič Šišmarëv, navigatore e esploratore russo (n. 1781)
- 1836 - Vincenzo Drago, storico italiano (n. 1770)
- 1848 - Alessandro Poerio, patriota e poeta italiano (n. 1802)
- 1849 - Carlo Tommaso di Löwenstein-Wertheim-Rosenberg, nobile e ufficiale austriaco (n. 1783)
- 1852 - Carlos María de Alvear, militare e politico argentino (n. 1789)
- 1852 - Saverio Barbarisi, politico italiano (n. 1780)
- 1853 - Juan Álvarez Mendizábal, politico e economista spagnolo (n. 1790)
- 1854 - Youssef El Khazen, arcivescovo cattolico e patriarca cattolico libanese (n. 1791)
- 1855 - François Rude, scultore francese (n. 1784)
- 1858 - Harriet Taylor Mill, filosofa inglese (n. 1807)
- 1860 - Andrea Mustoxidi, letterato e storico greco (n. 1785)
- 1864 - Antônio Gonçalves Dias, poeta, drammaturgo e insegnante brasiliano (n. 1823)
- 1866 - Alessio I di Bentheim-Steinfurt, principe tedesco (n. 1781)
- 1866 - Johann Franz von Schaffgotsch, generale austriaco (n. 1792)
- 1867 - Achille Cantoni, patriota italiano (n. 1833)
- 1867 - Alessandro Carlotti, politico italiano (n. 1809)
- 1867 - Pietro Clementini, patriota italiano (n. 1821)
- 1867 - Domitila de Castro, nobildonna brasiliana (n. 1797)
- 1867 - Segundo Ruiz Belvis, politico portoricano (n. 1829)
- 1867 - Francesco Vigo Pelizzari, patriota e militare italiano (n. 1836)
- 1869 - Andreas Kalvos, poeta greco (n. 1792)
- 1870 - Diego Noboa, politico ecuadoriano (n. 1789)
- 1872 - Octave Penguilly L'Haridon, pittore francese (n. 1811)
- 1873 - Vittorio Villa, politico italiano (n. 1824)
- 1876 - Augusta Maywood, ballerina statunitense (n. 1825)
- 1876 - Giuseppe Pomba, tipografo e editore italiano (n. 1795)
- 1879 - Joseph Poelaert, architetto belga (n. 1817)
- 1881 - Giovanni Domenico Ruffini, scrittore e patriota italiano (n. 1807)
- 1882 - Giovanni Battista Pioda, politico e militare svizzero (n. 1808)
- 1883 - Pietro Donati, politico italiano (n. 1812)
- 1883 - Gaetano Moroni, bibliografo italiano (n. 1802)
- 1884 - Menyhért Lónyay, politico ungherese (n. 1822)
- 1885 - Adele Muzzarelli, ballerina e soprano italiana (n. 1816)
- 1886 - Anna De Gregorio, nobile spagnola (n. 1802)
- 1889 - Ludwig von Urlichs, archeologo e filologo classico tedesco (n. 1813)
- 1890 - Jakob Heinrich Hermann Schwartz, ginecologo tedesco (n. 1821)
- 1892 - Samuel W. Crawford, medico e generale statunitense (n. 1829)
- 1892 - Hervé, compositore e cantante francese (n. 1825)
- 1892 - Frances Wisebart Jacobs, docente e filantropa statunitense (n. 1843)
- 1898 - Isabel Maria de Alcântara, nobildonna brasiliana (n. 1824)
- 1899 - Frederick Ellis, VII barone Howard de Walden, nobile inglese (n. 1830)
- 1899 - Jean François Robinet, medico, storico e giornalista francese (n. 1825)

## XX secolo(230)
- 1901 - Francesco Mastellari, pittore italiano (n. 1828)
- 1902 - Andrea Botturi, avvocato italiano (n. 1823)
- 1902 - Bernardo Cozzucli, vescovo cattolico italiano (n. 1836)
- 1902 - Ferdinand Knab, pittore tedesco (n. 1837)
- 1904 - Edward Stanford, editore e cartografo inglese (n. 1827)
- 1906 - Cletto Arrighi, scrittore, giornalista e politico italiano (n. 1828)
- 1907 - José Vicente Barbosa du Bocage, naturalista e politico portoghese (n. 1823)
- 1907 - Piero Strozzi, nobile e politico italiano (n. 1855)
- 1907 - Konstantin Veličkov, scrittore bulgaro (n. 1855)
- 1909 - Rita Sangalli, ballerina italiana (n. 1849)
- 1910 - Hugh J. Grant, politico statunitense (n. 1858)
- 1910 - Harry Rawson, ammiraglio inglese (n. 1843)
- 1912 - John Grün, circense lussemburghese (n. 1868)
- 1913 - Sava Grujić, militare e politico serbo (n. 1840)
- 1913 - Emil Ponfick, patologo tedesco (n. 1844)
- 1913 - Hans Bronsart von Schellendorff, compositore e direttore d'orchestra tedesco (n. 1830)
- 1914 - Georg Trakl, poeta austriaco (n. 1887)
- 1915 - Alberto Caroncini, giornalista e economista italiano (n. 1883)
- 1915 - Pietro Gazzola, presbitero italiano (n. 1856)
- 1915 - George Miller Sternberg, generale, batteriologo e paleontologo statunitense (n. 1838)
- 1915 - Bernardino Verro, sindacalista e politico italiano (n. 1866)
- 1917 - Léon Bloy, scrittore, saggista e poeta francese (n. 1846)
- 1917 - Alessandro Ruffini, militare italiano (n. 1893)
- 1918 - Aleksandr Michajlovič Ljapunov, matematico e fisico russo (n. 1857)
- 1919 - Terauchi Masatake, militare e politico giapponese (n. 1852)
- 1920 - Giuseppe Cuboni, botanico e agronomo italiano (n. 1852)
- 1921 - Aristide Staderini, imprenditore e inventore italiano (n. 1845)
- 1923 - Agostino Luigi Devoto, militare statunitense (n. 1851)
- 1923 - Carl Dietrich Harries, chimico tedesco (n. 1866)
- 1924 - Ines Donati, attivista italiana (n. 1900)
- 1924 - Stanlislaus Kostka Govern, giocatore di baseball, giornalista e attore statunitense (n. 1854)
- 1924 - Ned Hollister, zoologo statunitense (n. 1876)
- 1924 - Mario di Carpegna, politico e militare italiano (n. 1856)
- 1926 - Max Martersteig, attore teatrale, scrittore e direttore teatrale tedesco (n. 1853)
- 1926 - Annie Oakley, circense statunitense (n. 1860)
- 1926 - Maggie Weston, attrice statunitense
- 1927 - Karel Matěj Čapek-Chod, scrittore ceco (n. 1860)
- 1928 - Eliza Scidmore, fotografa, esploratrice e scrittrice statunitense (n. 1856)
- 1928 - Alberts Vaters, calciatore lettone (n. 1905)
- 1929 - Olav Aukrust, poeta norvegese (n. 1883)
- 1929 - Jan Niecisław Baudouin de Courtenay, linguista polacco (n. 1845)
- 1929 - Habibullah Kalakānī, emiro afghano
- 1930 - Giuseppe Platamone, politico e dirigente sportivo italiano (n. 1876)
- 1930 - Alfred Wegener, geologo, meteorologo e esploratore tedesco (n. 1880)
- 1931 - Alfons Novickis, calciatore lettone (n. 1909)
- 1931 - Juan Zorrilla de San Martín, poeta, diplomatico e scrittore uruguaiano (n. 1855)
- 1933 - Nobuko, principessa Asaka, principessa giapponese (n. 1891)
- 1933 - Émile Roux, medico e microbiologo francese (n. 1853)
- 1936 - Dezső Kosztolányi, poeta, scrittore e giornalista ungherese (n. 1885)
- 1936 - Joseph Isaac Spadafora Whitaker, ornitologo e archeologo italiano (n. 1850)
- 1937 - Winthrop Ames, impresario teatrale, regista teatrale e sceneggiatore statunitense (n. 1870)
- 1937 - Christos Androutsos, teologo greco (n. 1869)
- 1939 - Waldemar Lindgren, geologo e mineralogista svedese (n. 1860)
- 1940 - Manuel Azaña Díaz, politico spagnolo (n. 1880)
- 1940 - Lewis Hine, sociologo e fotografo statunitense (n. 1874)
- 1940 - Robert B. Owens, ingegnere statunitense (n. 1870)
- 1941 - Raoul Grimoin-Sanson, ingegnere, imprenditore e inventore francese (n. 1860)
- 1941 - Aleksandr Il'in-Ženevskij, scacchista russo (n. 1894)
- 1941 - Adriano Tilgher, filosofo, saggista e critico teatrale italiano (n. 1887)
- 1942 - Enrique Estrada, generale e politico messicano (n. 1890)
- 1942 - Carl Sternheim, drammaturgo e scrittore tedesco (n. 1878)
- 1944 - Rudolf Jacobs, partigiano e militare tedesco (n. 1914)
- 1944 - Galina Romanova, medico sovietico (n. 1918)
- 1945 - Francesco Giusti del Giardino, ingegnere, imprenditore e politico italiano (n. 1871)
- 1945 - Alessandro Longo, compositore, pianista e musicologo italiano (n. 1864)
- 1945 - Leopoldo Parodi Delfino, imprenditore, banchiere e politico italiano (n. 1875)
- 1946 - Federico Amodeo, storico della scienza italiano (n. 1859)
- 1946 - Sally Bush, fotografa e filantropa statunitense (n. 1860)
- 1946 - Victoria Manners, nobildonna e scrittrice inglese (n. 1883)
- 1947 - Nelson McDowell, attore statunitense (n. 1870)
- 1947 - George Cornelius O'Kelly, lottatore irlandese (n. 1886)
- 1947 - Santi Romano, giurista, magistrato e politico italiano (n. 1875)
- 1947 - Embrik Strand, entomologo e aracnologo norvegese (n. 1876)
- 1947 - Maria Madalena de Martel Patrício, scrittrice e poetessa portoghese (n. 1884)
- 1949 - Aleksejs Andrejevs, calciatore lettone (n. 1905)
- 1949 - William Desmond, attore irlandese (n. 1878)
- 1949 - Solomon R. Guggenheim, collezionista d'arte statunitense (n. 1861)
- 1949 - Francesco Marmaggi, cardinale e arcivescovo cattolico italiano (n. 1870)
- 1949 - Adolphe Stoclet, ingegnere belga (n. 1871)
- 1950 - Kuniaki Koiso, politico e generale giapponese (n. 1880)
- 1951 - Doctor Greenwood, calciatore inglese (n. 1860)
- 1951 - Michael Hodges, ammiraglio britannico (n. 1874)
- 1951 - Richard Wallace, regista statunitense (n. 1894)
- 1952 - Louis Verneuil, drammaturgo francese (n. 1893)
- 1953 - André Auffray, pistard francese (n. 1884)
- 1954 - Giuseppe Mascarini, pittore italiano (n. 1877)
- 1954 - Henri Matisse, pittore, incisore e illustratore francese (n. 1869)
- 1954 - Fatima Miris, attrice, cantante e trasformista italiana (n. 1882)
- 1954 - Léon Rey, archeologo francese (n. 1887)
- 1956 - Cesare Cardini, cuoco italiano (n. 1896)
- 1956 - Luigi Rigorini, pittore italiano (n. 1879)
- 1957 - Charles Brabin, regista, sceneggiatore e attore britannico (n. 1882)
- 1957 - Giuseppe Di Vittorio, sindacalista, politico e antifascista italiano (n. 1892)
- 1957 - Mario Girotti, generale italiano (n. 1885)
- 1957 - Wilhelm Reich, medico, psichiatra e psicoanalista austriaco (n. 1897)
- 1958 - Markus Feldmann, politico svizzero (n. 1897)
- 1958 - Eduard Pendorf, calciatore tedesco (n. 1892)
- 1958 - Alfredo Ravasco, orafo, gioielliere e scultore italiano (n. 1873)
- 1958 - Harry Revel, direttore d'orchestra e compositore statunitense (n. 1905)
- 1958 - Joachim von Tresckow, generale tedesco (n. 1894)
- 1959 - Silvio Negro, giornalista e saggista italiano (n. 1897)
- 1959 - Giovanni Battista Zenati, generale italiano (n. 1886)
- 1960 - Tomaso Perassi, giurista e politico italiano (n. 1886)
- 1960 - Harold Spencer Jones, astronomo inglese (n. 1880)
- 1960 - Paul Willis, attore statunitense (n. 1901)
- 1961 - Henri Hirschmann, musicista e compositore francese (n. 1872)
- 1961 - Wilfred Holroyd, schermidore britannico (n. 1877)
- 1962 - Harlow Curtice, dirigente d'azienda statunitense (n. 1893)
- 1962 - Marjorie Fulton, violinista statunitense (n. 1909)
- 1962 - Antonius van Loon, tiratore di fune olandese (n. 1888)
- 1963 - Boris Kostić, scacchista jugoslavo (n. 1887)
- 1966 - Nicola D'Antino, scultore italiano (n. 1880)
- 1966 - Magda Donato, giornalista, drammaturga e attrice spagnola (n. 1898)
- 1967 - Alexander Aitken, matematico e statistico neozelandese (n. 1895)
- 1967 - Clare Hoffman, politico statunitense (n. 1875)
- 1969 - Silvio Monfrini, scultore italiano (n. 1894)
- 1969 - Zeki Rıza Sporel, calciatore turco (n. 1898)
- 1970 - Raffaello De Rensis, musicologo e critico musicale italiano (n. 1879)
- 1970 - Pietro II di Jugoslavia, re jugoslavo (n. 1923)
- 1970 - Lizette Thorne, attrice britannica (n. 1882)
- 1971 - Thawi Bunyaket, politico thailandese (n. 1904)
- 1971 - Felice Trojani, ufficiale, ingegnere e esploratore italiano (n. 1897)
- 1972 - Carlo Curto, saggista, storico della letteratura e insegnante italiano (n. 1892)
- 1972 - Percy Wyld, pistard britannico (n. 1907)
- 1973 - Marc Allégret, regista e sceneggiatore francese (n. 1900)
- 1973 - Guglielmo Del Bimbo, canottiere italiano (n. 1903)
- 1973 - Natale Froglia, calciatore italiano (n. 1906)
- 1973 - Domenico Schiavone, politico italiano (n. 1890)
- 1973 - Vladimir Fëdorovič Vavilov, compositore, liutista e chitarrista russo (n. 1925)
- 1973 - Arturo de Córdova, attore messicano (n. 1908)
- 1974 - Luigi Salvatorelli, storico e giornalista italiano (n. 1886)
- 1975 - Guglielmo Scalise, generale, diplomatico e iamatologo italiano (n. 1891)
- 1976 - Giuseppe Cavanna, calciatore italiano (n. 1905)
- 1976 - Dean Dixon, direttore d'orchestra statunitense (n. 1915)
- 1976 - Anton Grasser, generale tedesco (n. 1891)
- 1976 - Alfred Ittner, militare tedesco (n. 1907)
- 1976 - Urs Küry, vescovo vetero-cattolico svizzero (n. 1901)
- 1976 - Leonardo Severini, attore e doppiatore italiano (n. 1921)
- 1977 - Victor Heerman, sceneggiatore e regista statunitense (n. 1893)
- 1977 - William Kurelek, artista, scrittore e pittore canadese (n. 1927)
- 1977 - Ottavio Pratesi, ciclista su strada italiano (n. 1889)
- 1977 - Florence Vidor, attrice statunitense (n. 1895)
- 1978 - Michel Godin, schermidore francese (n. 1908)
- 1978 - Marian Winters, attrice statunitense (n. 1920)
- 1979 - Raffaele Bendandi, pseudoscienziato italiano (n. 1893)
- 1979 - Paolo Carlini, attore italiano (n. 1922)
- 1980 - Giuseppe Alberganti, operaio, sindacalista e antifascista italiano (n. 1898)
- 1980 - Ludwig Hohl, scrittore svizzero (n. 1904)
- 1980 - Bronisław Knaster, matematico polacco (n. 1893)
- 1980 - Hans Ruin, filosofo finlandese (n. 1891)
- 1981 - Suzanne Gauthier, araldista, artista e miniaturista francese (n. 1901)
- 1981 - Frank Harrison, calciatore inglese (n. 1931)
- 1981 - Edvard Kocbek, poeta e partigiano sloveno (n. 1904)
- 1981 - Eraldo Monzeglio, calciatore e allenatore di calcio italiano (n. 1906)
- 1981 - Dragutin Najdanović, calciatore jugoslavo (n. 1908)
- 1981 - Isa Quensel, attrice, soprano e regista teatrale svedese (n. 1905)
- 1982 - Lucia de Brouckère, chimica belga (n. 1904)
- 1982 - Alejandro Bustillo, architetto, pittore e scultore argentino (n. 1889)
- 1982 - Edward Carr, storico, giornalista e diplomatico britannico (n. 1892)
- 1982 - Vittorio Coccia, calciatore e allenatore di calcio italiano (n. 1918)
- 1983 - Alfredo Antonini, direttore d'orchestra e compositore italiano (n. 1901)
- 1983 - May Picqueray, pacifista e sindacalista francese (n. 1898)
- 1984 - Aldo Donati, calciatore italiano (n. 1910)
- 1985 - John Michael Wallace-Hadrill, storico britannico (n. 1916)
- 1986 - Ricardo Bescansa, imprenditore spagnolo (n. 1912)
- 1986 - Adolf Busemann, ingegnere tedesco (n. 1901)
- 1986 - Eddie Davis, sassofonista statunitense (n. 1922)
- 1987 - Giorgi Antadze, calciatore e allenatore di calcio sovietico (n. 1920)
- 1987 - Danièle Gaubert, attrice francese (n. 1943)
- 1987 - André Roussin, drammaturgo e regista teatrale francese (n. 1911)
- 1987 - Liang Shih-chiu, educatore, scrittore e traduttore cinese (n. 1903)
- 1988 - Ira Herbert Abbott, ingegnere aeronautico statunitense (n. 1906)
- 1988 - William Adam, zoologo olandese (n. 1909)
- 1988 - George Mitchell, pallanuotista statunitense (n. 1901)
- 1989 - Ed Kasid, cestista statunitense (n. 1923)
- 1989 - Zelma O'Neal, cantante, attrice e ballerina statunitense (n. 1903)
- 1989 - Valentino Pasqualin, politico italiano (n. 1930)
- 1990 - Valerie French, attrice britannica (n. 1928)
- 1990 - Manmohan Krishna, attore e regista indiano (n. 1921)
- 1990 - Mary Martin, attrice, cantante e ballerina statunitense (n. 1913)
- 1990 - Walter H. Tyler, scenografo statunitense (n. 1909)
- 1991 - Veniamin Aleksandrov, hockeista su ghiaccio sovietico (n. 1937)
- 1991 - Finn Alnæs, scrittore norvegese (n. 1932)
- 1991 - Theo Rossi di Montelera, imprenditore, bobbista e dirigente sportivo italiano (n. 1902)
- 1991 - Marinus Valentijn, ciclista su strada e pistard olandese (n. 1900)
- 1992 - Franco Caracciolo, attore e nobile italiano (n. 1944)
- 1992 - Jack Davis, attore statunitense (n. 1914)
- 1992 - Hanya Holm, danzatrice e coreografa tedesca (n. 1893)
- 1992 - Haydn Hill, calciatore inglese (n. 1913)
- 1992 - Vladas Mikėnas, scacchista estone (n. 1910)
- 1992 - Prem Nath, attore e regista indiano (n. 1926)
- 1992 - Gian Franco Venè, giornalista e saggista italiano (n. 1935)
- 1993 - Harold Garnet Callan, biologo e zoologo britannico (n. 1917)
- 1993 - William Lanteau, attore statunitense (n. 1922)
- 1993 - John Lupton, attore statunitense (n. 1928)
- 1993 - Lev Sergeevič Termen, inventore sovietico (n. 1896)
- 1993 - Henri Thomas, scrittore, poeta e traduttore francese (n. 1912)
- 1993 - Batista Vinatzer, alpinista italiano (n. 1912)
- 1994 - Ivo Battelli, scenografo italiano (n. 1904)
- 1994 - Giuseppe D'Alema, partigiano e politico italiano (n. 1917)
- 1994 - Gabriele Semeraro, politico italiano (n. 1912)
- 1994 - Raymond Severn, attore statunitense (n. 1930)
- 1994 - Archie Stinchcombe, hockeista su ghiaccio britannico (n. 1912)
- 1995 - Alessandro Ciferri, calciatore italiano (n. 1912)
- 1995 - Cookie Cunningham, giocatore di football americano, cestista e allenatore di pallacanestro statunitense (n. 1905)
- 1995 - Livio Galanti, critico letterario italiano (n. 1913)
- 1995 - Angelo Jacomuzzi, scrittore e critico letterario italiano (n. 1929)
- 1995 - John Orchard, attore britannico (n. 1928)
- 1995 - Mario Revollo Bravo, cardinale e arcivescovo cattolico colombiano (n. 1919)
- 1996 - Jean-Bedel Bokassa, politico e militare centrafricano (n. 1921)
- 1996 - Sheri Martinelli, pittrice e poetessa statunitense (n. 1918)
- 1996 - Abdullah Çatlı, criminale e terrorista turco (n. 1956)
- 1996 - Ray Mansfield, giocatore di football americano statunitense (n. 1941)
- 1996 - Jevhen Ščerban', imprenditore e politico ucraino (n. 1946)
- 1997 - Attilio Conton, maratoneta italiano (n. 1902)
- 1997 - Antoine Cuissard, allenatore di calcio e calciatore francese (n. 1924)
- 1997 - Gerhard Franke, calciatore tedesco orientale (n. 1933)
- 1997 - Uberto Paolo Quintavalle, giornalista e scrittore italiano (n. 1926)
- 1997 - Farpi Vignoli, scultore italiano (n. 1907)
- 1998 - Helmuth Johannsen, allenatore di calcio tedesco (n. 1920)
- 1998 - Bob Kane, fumettista e pittore statunitense (n. 1915)
- 1998 - Martha O'Driscoll, attrice statunitense (n. 1922)
- 1999 - Romeo Anconetani, dirigente sportivo, giornalista e imprenditore italiano (n. 1922)
- 1999 - Ian Bannen, attore britannico (n. 1928)
- 1999 - Vilen Kaljuta, direttore della fotografia sovietico (n. 1930)
- 1999 - Arrigo Pola, tenore italiano (n. 1919)
- 1999 - Fratelli Vaccaro Notte, italiano (n. 1951)
- 2000 - Leonardo Benvenuti, sceneggiatore italiano (n. 1923)
- 2000 - Giacinto Ellena, allenatore di calcio e calciatore italiano (n. 1914)
- 2000 - Milan Figala, hockeista su ghiaccio e allenatore di hockey su ghiaccio cecoslovacco (n. 1955)

## XXI secolo(110)
- 2001 - Thomas Brasch, scrittore, poeta e drammaturgo tedesco (n. 1945)
- 2001 - Lucio Colletti, filosofo e politico italiano (n. 1924)
- 2001 - Ernst Gombrich, storico dell'arte austriaco (n. 1909)
- 2001 - Sofia di Grecia, principessa greca (n. 1914)
- 2001 - Vojtech Mihálik, poeta, traduttore e politico slovacco (n. 1926)
- 2001 - Viveka Seldahl, attrice svedese (n. 1944)
- 2001 - Ward Wood, attore e produttore televisivo statunitense (n. 1924)
- 2001 - Lucia di Borbone-Due Sicilie, principessa italiana (n. 1908)
- 2002 - Ulrika Babiaková, astronoma slovacca (n. 1976)
- 2002 - Lonnie Donegan, cantante e chitarrista britannico (n. 1931)
- 2002 - Jonathan Harris, attore e doppiatore statunitense (n. 1914)
- 2002 - Thorsten Lindqvist, pentatleta svedese (n. 1925)
- 2002 - Marisa Musu, partigiana e giornalista italiana (n. 1925)
- 2002 - William Packard, scrittore, docente e poeta statunitense (n. 1933)
- 2003 - Alberto Falck, imprenditore italiano (n. 1938)
- 2003 - Jurij Falin, calciatore sovietico (n. 1937)
- 2003 - Rasul Gamzatov, poeta e politico sovietico (n. 1923)
- 2003 - Corrado San Giorgio, generale italiano (n. 1909)
- 2003 - Joe Johnson, giocatore di football americano statunitense (n. 1929)
- 2004 - Joe Bushkin, pianista e trombettista statunitense (n. 1916)
- 2004 - Maria Popescu, criminale rumena (n. 1919)
- 2004 - Sergejs Žoltoks, hockeista su ghiaccio lettone (n. 1972)
- 2005 - Iginio Balderi, scultore italiano (n. 1934)
- 2005 - Hrvoje Bartolović, compositore di scacchi croato (n. 1932)
- 2005 - Aenne Burda, editrice tedesca (n. 1909)
- 2005 - Geoffrey Keen, attore britannico (n. 1916)
- 2005 - John William Yolton, storico della filosofia statunitense (n. 1921)
- 2006 - Arturo D'Onofrio, presbitero italiano (n. 1914)
- 2006 - Paul Mauriat, musicista, direttore d'orchestra e compositore francese (n. 1925)
- 2006 - Sputnik Monroe, wrestler statunitense (n. 1928)
- 2006 - Alberto Spencer, calciatore ecuadoriano (n. 1937)
- 2007 - Maurice Noël Léon Couve de Murville, arcivescovo cattolico francese (n. 1929)
- 2007 - Aleksandr Viktorovič Dedjuško, attore russo (n. 1962)
- 2007 - Malcolm Finlay, cestista britannico (n. 1919)
- 2007 - Rafael Ghazaryan, fisico e politico armeno (n. 1924)
- 2008 - Alan Ford, nuotatore statunitense (n. 1923)
- 2008 - Max Parodi, cantautore e musicista italiano (n. 1970)
- 2008 - Giovanni Prouse, matematico italiano (n. 1932)
- 2008 - Geoff Sidebottom, calciatore inglese (n. 1936)
- 2008 - Achille Tartaro, critico letterario italiano (n. 1936)
- 2008 - Xenia Valderi, attrice italiana (n. 1926)
- 2009 - Francisco Ayala, scrittore spagnolo (n. 1906)
- 2009 - Gaspare Vella, psichiatra italiano (n. 1928)
- 2010 - Alfons Benedikter, politico italiano (n. 1918)
- 2010 - Jerry Bock, compositore e poeta statunitense (n. 1928)
- 2010 - Silvio Brivio, ginnasta italiano (n. 1929)
- 2010 - Viktor Stepanovič Černomyrdin, politico russo (n. 1938)
- 2010 - Eugenio Galdieri, architetto italiano (n. 1925)
- 2010 - Iryna Mel'nykova, storica ucraina (n. 1918)
- 2011 - Corrado Blasetti, fumettista italiano (n. 1924)
- 2011 - Bruno Rubeo, scenografo italiano (n. 1946)
- 2012 - Giuseppe Baiocchi, calciatore e allenatore di calcio italiano (n. 1923)
- 2012 - Tommy Godwin, pistard britannico (n. 1920)
- 2012 - Thomas K. McCraw, storico statunitense (n. 1940)
- 2013 - Gerard Cieślik, calciatore polacco (n. 1927)
- 2013 - William J. Coyne, politico statunitense (n. 1936)
- 2013 - Géza Gallos, calciatore austriaco (n. 1948)
- 2013 - Vladimir Musalimov, pugile sovietico (n. 1944)
- 2013 - Trần Văn Quang, generale vietnamita (n. 1917)
- 2014 - Jackie Gallagher, triatleta e maratoneta australiana (n. 1967)
- 2014 - Bob Lauriski, cestista statunitense (n. 1951)
- 2014 - Herbert Walter Levi, aracnologo statunitense (n. 1921)
- 2014 - Tom Magliozzi, attore e doppiatore statunitense (n. 1937)
- 2014 - Augusto Martelli, compositore, arrangiatore e direttore d'orchestra italiano (n. 1940)
- 2014 - Mariam Fakhr Eddine, attrice egiziana (n. 1933)
- 2014 - Nina Vladimirovna Timofeeva, ballerina e politica sovietica (n. 1935)
- 2014 - Gordon Tullock, economista statunitense (n. 1922)
- 2015 - Adriana Campos, attrice colombiana (n. 1979)
- 2015 - Ahmad Chalabi, politico iracheno (n. 1944)
- 2015 - Howard Coble, politico statunitense (n. 1931)
- 2015 - Mike Davies, dirigente sportivo e tennista britannico (n. 1936)
- 2015 - Csaba Fenyvesi, schermidore ungherese (n. 1943)
- 2015 - Elide Suligoj, cantautrice e compositrice italiana (n. 1936)
- 2016 - Marc Michel, attore svizzero (n. 1929)
- 2016 - Walter Piludu, politico italiano (n. 1950)
- 2016 - Antonio Preto, funzionario, avvocato e politico italiano (n. 1965)
- 2016 - Kay Starr, cantante statunitense (n. 1922)
- 2017 - Gaetano Bardini, tenore italiano (n. 1926)
- 2017 - Abdur Rahman Biswas, politico bangladese (n. 1926)
- 2017 - Sid Catlett, cestista statunitense (n. 1948)
- 2017 - Jiří Kormaník, lottatore cecoslovacco (n. 1935)
- 2017 - Ada Princigalli, giornalista italiana (n. 1925)
- 2017 - Ivan Suardi, compositore e musicista italiano (n. 1959)
- 2018 - Sondra Locke, attrice e regista statunitense (n. 1944)
- 2018 - Maria Guinot, cantante e pianista portoghese (n. 1945)
- 2018 - Gianni Angelo Pedrini, liutaio italiano (n. 1937)
- 2019 - Gianfranco Civolani, giornalista, scrittore e dirigente sportivo italiano (n. 1935)
- 2019 - Pedro Murúa, hockeista su prato spagnolo (n. 1930)
- 2019 - Alberto Rivolta, calciatore italiano (n. 1967)
- 2020 - Isaac Alvarez, coreografo, mimo e attore teatrale francese (n. 1930)
- 2020 - Gennadij Bucharin, canoista sovietico (n. 1929)
- 2020 - Taymi Chappé, schermitrice cubana (n. 1968)
- 2020 - Claude Giraud, attore e doppiatore francese (n. 1936)
- 2020 - Emilio Pasquini, filologo e storico della letteratura italiano (n. 1935)
- 2020 - Jacques Pereira, calciatore portoghese (n. 1955)
- 2021 - Joanna Bruzdowicz, compositrice polacca (n. 1943)
- 2021 - Helga Lindner, nuotatrice tedesca orientale (n. 1951)
- 2021 - Tom Matte, giocatore di football americano statunitense (n. 1939)
- 2021 - Eugenio Pazzaglia, calciatore italiano (n. 1948)
- 2022 - Ray Guy, giocatore di football americano statunitense (n. 1949)
- 2022 - Douglas McGrath, sceneggiatore, regista e attore statunitense (n. 1958)
- 2022 - Kevin O'Neill, fumettista britannico (n. 1953)
- 2022 - Antonio Piva, politico italiano (n. 1942)
- 2022 - Siegfried Stritzl, calciatore jugoslavo (n. 1944)
- 2022 - Wang Tao, calciatore cinese (n. 1970)
- 2023 - Robert Butler, regista statunitense (n. 1927)
- 2023 - Vasco Cecchini, astronomo italiano (n. 1932)
- 2023 - Zdeněk Douša, cestista cecoslovacco (n. 1947)
- 2023 - Jozef Patrovič, imprenditore, cantante e attivista slovacco (n. 1941)
- 2024 - Quincy Jones, arrangiatore, direttore d'orchestra e produttore discografico statunitense (n. 1933)

## Senza anno specificato(1)
- Amico di Avellana, monaco cristiano italiano